# Arteria thyreoidea superior
 Denne artikel bør gennemlæses af en person med fagkendskab for at sikre den faglige korrekthed.
    .. gælder blandt andet infoboksen

Arteria thyreoidea superior (også kaldt øvre skjoldbruskkirtelarterie) er en arterie i halsen. Grenene af den øvre skjoldbruskkirtelarterie forsyner skjoldbruskkirtlen. 